# Angiolo Ferdinando Pavolini
Angiolo Ferdinando Pavolini (1880 - 1965 ) fue un profesor, botánico, y micólogo italiano.

## Algunas publicaciones

### Libros
- 1937. Anatomia e fisiologia umana e vegetale: Igiene. Ed. Barbèra. 238 pp.
- 1908. Contribute alia Flora dell Hupe. Nuovo Giornale Botanico Italiano 15 : 391-443

## Honores

### Epónimos
- (Aceraceae) Acer pavolinii Pamp.[1]

- La abreviatura «Pavol.» se emplea para indicar a Angiolo Ferdinando Pavolini como autoridad en la descripción y clasificación científica de los vegetales.[2]